# Miguel Ángel Cordero
Miguel Ángel Cordero Sánchez (Lebrija, 10 settembre 1987) è un calciatore spagnolo, centrocampista svincolato.

## Carriera
Ha giocato nella seconda divisione spagnola e nella massima serie greca.